# 女たちの沈黙
『女たちの沈黙』(原題:The Silence of the Girls)は、英国の小説家パット・バーカーが2018年に発表した小説である。主にブリセイスの視点で、叙事詩『イリアス』の出来事を語っている。日本では北村みちよの翻訳で早川書房から2023年に発売されている。
原題が『少女たちの沈黙』であるとおり、ブリセイス(18)やクリュセイス(15)たちが戦争で理不尽に犯されながらも、抵抗できない様を描く。

## あらすじ
物語は、アキレウスに率いられたギリシア連合軍が、 都市リュルネーソス（Lyrnessus）を略奪・放火し、男性を虐殺し、うら若き王妃ブリセイスを含む女性を拉致したところから始まる。女性たちは戦利品としてギリシア人のリーダーの男たちに分配され、王族であり美貌のブリセイスはアキレウスに与えられた。
その後、物語は『イーリアス』のプロットに続き、性奴隷となった女神官クリュセイス をめぐるアキレウスとアガメムノン のあいだの争いを描く。結果として、アキレウスはブリセイスをアガメムノンに譲った。アキレウスは戦闘に参加することを拒絶し、その後、 パトロクロス、ヘクトール、アキレウスの死が続く。 ブリセイスはアキレウスの子供を妊娠しており、アキレウスはそれを知っていたので、彼はブリセイスを部将の一人と結婚させた。ギリシャ軍がブリセイスと性奴隷たちをともないトロイを離れ帰郷すると物語は終わる。
小説は主にブリセイスの一人称によって語られているが、タイトル通り、外部に向かってブリセイスが話すことは殆ど無く、心の中の描写が大半を占める。
トロイの女たちの最後とプリアモスの娘の殺害の描写の一幕は、エウリピデスの悲劇作品によっている
この小説には、プリアモス、ネストール、大アイアース、アガメムノン、ヘレネ など、『イリアス』の登場人物がたくさん登場する。 トロイ戦争の残虐性と穢れ、そしてアキレウスとパトロクロスの感情を鮮烈に描写している。

## 批評
本作はおおむね高い評価を受けた 。多くの批評家は、戦争中の女性に対する非人道的な描写と、戦闘のかっこよさの完全な否定が指摘された。多くの批評家は小説中の次のセリフに注目している。
「私はこれまで誰もしたことがないことをします。息子を殺した男の手にキスをするのです」と、息子ヘクトールの遺体の返還を懇願するプリアモスは宣言する。ブリセイスは 「そして、わたしは、わたし以前に無数の女性が強いられてきたようにわたしは犯されているんです」と悲しく考える。
批評家の一部 (「アトランティック」のギルバート、「ガーディアン」のウィルソン) は、バーカーの現代的な単語の使用を批判し、トロイア戦争の背景を反映できていないと述べた。Madeline MillerによるCirce と似ていることもしばしば指摘されたが、これは同じく2018年に発表されたもので、ホメロスの叙事詩のマイナーな登場人物を主人公とした点に特色がある。